# 東武ホキ1形貨車
東武ホキ1形貨車（とうぶホキ1がたかしゃ）は、かつて東武鉄道に在籍した事業用貨車（ホッパ車）である。

## 概要
日本国有鉄道（国鉄）ホキ800形に準じたバラスト輸送・撒布用貨車である。総数10両（ホキ1 - ホキ10）が富士重工業で製造された。ホキ1, ホキ2が1962年（昭和37年）2月製、ホキ3が1964年（昭和39年）製、ホキ4 - ホキ8が1969年（昭和44年）4月、ホキ9, ホキ10が同年5月製である。主に工事列車、定期貨物列車の機関車次位に併結されることが多かった。
運用区間は東武鉄道全線に及んだ。主な区間として本線は北千住 - 葛生・第三会沢。東上線は下板橋 - 寄居間と越生線の坂戸 - 越生間であった。なお、東上線に配属されていた2両は本線から転属してきたもので、他の東上線所属貨車同様「東上線常備車」と書かれていた。これは検査が本線の館林機関区内の貨車検修場（重要部検査は杉戸工場）で行われていたためである。ただし、トキ1形のように日本国有鉄道（国鉄）直通はしなかった。

## 廃車・譲渡
東上線貨物列車廃止と自社貨物列車削減、そして国鉄貨物縮小のあおりを受け、1988年（昭和63年）から廃車が始まった。この中で6両が他社へ譲渡され、秩父鉄道・上毛電気鉄道・茨城交通（鉄道部門は現、ひたちなか海浜鉄道）へ2両ずつ移籍した。他は解体され、形式消滅した。
秩父鉄道では、1990年（平成2年）にホキ9・ホキ10を譲受し、ホキ1形（ホキ1・ホキ2）となり、現在も使用されている。
上毛電気鉄道では、1987年（昭和62年）にホキ3・ホキ2を譲受し、ホキ1型（ホキ1・ホキ2）となった。通常時は大胡車両区、あるいは新里駅に留置されているが、概ね春先にはデハ100型に牽引されてバラスト散布工事列車に使用されていたが近年、運用には入っていない模様。
茨城交通では、1990年（平成2年）にホキ7・ホキ8が導入されたものの入籍はせず、機械扱いとされており、通常は那珂湊駅に留置されている。また、車体標記が東武時代のままになっている。台車が国鉄貨車でよく見られるTR41Cではないのが特徴。